# Stephen A. Rotter
Stephen A. Rotter est un monteur américain. Il a travaillé sur environ 30 films.
Il a remporté, avec Glenn Farr, Lisa Fruchtman, Tom Rolf et Douglas Stewart, l'Oscar du meilleur montage lors de la 56e cérémonie des Oscars pour L'Étoffe des héros.
Rotter a également remporté un prix Emmy, partagé avec Alan Heim, Craig McKay, Robert M. Reitano et Brian Smedley-Aston, pour la mini-série Holocauste.

## Filmographie sélective
- Abattoir 5 (Slaughterhouse-Five) (1972) (assistant monteur])
- Police Puissance 7 (The Seven-Ups) (1973)
- La Fugue (1975)
- Missouri Breaks (1976)
- Holocauste (1978)
- Skokie, le village de la colère (1981)
- Le Monde selon Garp (1982)
- L'Étoffe des héros (1983)
- Tutti Frutti (1985)
- Target (1985)
- Ishtar (1987)
- Le Plus Escroc des deux (1987)
- Délit d'innocence (1989)
- Un pourri au paradis (1990)
- True Colors (1991)
- Le Baiser empoisonné (1992)
- Soleil levant (1993)
- Le Père de la mariée 2 (1995)
- La Femme du pasteur (1996)
- À nous quatre (1998)
- In Love (2000)
- Ce que veulent les femmes (2000)
- Couple de stars (2001)
- Président par accident (2003)
- Une famille 2 en 1 (2005)
- Il était une fois (2007)